# 荒川稔久
荒川 稔久（1964年3月14日—），日本動畫、特攝腳本家，出身於愛知縣名古屋市。曾經使用的名義發表作品。妻子中弘子也從事編劇工作。

## 來歷
1986年從愛知縣立明和高等學校畢業並就讀於愛知縣立大學，為小山高生所主持的劇本學校「動畫劇本屋」第一期學生，同年於『褞袍超人』的第七集「可愛的偶像是有角的！？」中出道。
接下來的1987年，與川崎裕之、影山由美一起，成為小山創立的企業集團「ぶらざあのっぽ」的最初成員。隨後隅沢克之與あかほりさとる也加入了該集團。
以『假面騎士BLACK』作為開端，執筆了很多東映特攝作品的劇本。
在『假面騎士空我』『爆龍戰隊暴連者』『特搜戰隊刑事連者』『海賊戰隊豪快者』中作為主編劇。在超級戰隊V-Cinema中，代替TV本傳的主編劇執筆了4部劇本。

## 主要作品

### 電視動畫
- OVA版風魔小次郎（1989年）
- 碧奇魂（1994年）
- OVA版I・R・I・A ZEIRAM THE ANIMATION（1994年）
- OVA版IDOL PROJECT（1997年）
- 快傑蒸汽偵探團（1998年）
- 課長王子（1999年）
- 鋼鐵天使（1999年）
- 六翼天使之聲（1999年）
- OVA版カナリア 〜この想いを歌に乗せて〜（2002年）
- 炸彈小新娘（2002年）
- 天使怪盜（2003年）
- 人機系列（2005年）
- 武器種族傳說（2005年）
- ラブゲッCHU（2006年）
- 捉猴啦 ～On Air～（2006年）
- OVA版少女的秘密心事（2008年）
- 狼與辛香料（2008年）
- 元素猎人（2009年）
- 缘之空（2010年）
- 美少女死神 還我H之魂！（2012年）
- 要听爸爸的话！
- 魔王勇者（2013年）
- 人生諮詢電視動畫「人生」（2014年）
- 這個美術社大有問題！（2016年）
- 動作女英雄啦啦水果（2017年）
- ISLAND（2018年）
- 燒窯的話也要馬克杯（2021年）
- 夫婦以上，恋人未滿。（2022年）
- 我們不可能成為戀人！絕對不行。（※似乎可行？）（2025年）
- 彈珠汽水瓶裡的千歲同學（2025年）

### 特攝
- 假面騎士空我（2000年）
- 爆龍戰隊暴連者（2003年）
- 特搜戰隊刑事連者（2004年）
- 魔法先生（2007年）
- 天裝戰隊護星者（2010年）
- 海賊戰隊豪快者（2011年）
- 魔進戰隊煌輝者（2020年）

### 電影
- 獸拳戰隊激氣連者 你你！好好！香港大决戰（2007年）
- 炎神戰隊轟音者VS激氣連者（2009年）
- 護星者 豪快者 超級戰隊199英雄大決戰（2011年）
- 海贼战队豪快者 The Movie 飞天幽灵船（2011年）
- 海贼战队豪快者 VS 宇宙刑事卡邦 The Movie（2011年）

### V-Cinema
- 電磁戰隊百萬連者VS車連者（1998年）
- 星獸戰隊銀河人VS百萬連者（1999年）
- 特搜戰隊刑事連者VS爆龍戰隊暴連者（2005年）
- 魔法戰隊魔法連者VS刑事連者（2006年）
- 超忍者隊INAZUMA!（2006年）
- 獸拳戰隊激氣連者VS冒險者（2007年）
- 超忍者隊INAZUMA!! SPARK（2007年）

### 小說
- 幪面超人古迦（2013）

## 外部連結
- （日語） 東映ヒーローネット | special fanclub toeihero.net，專訪文章。